# Chris Mason
Pour les articles homonymes, voir Mason.
Christopher Robert Mason (né le 20 avril 1976 à Red Deer dans la province de l'Alberta au Canada) est un joueur professionnel canadien de hockey sur glace évoluant au poste de gardien de but.

## Carrière
Réclamé par les Devils du New Jersey, au cinquième tour du repêchage de 1995 de la Ligue nationale de hockey alors qu'il évolue pour les Cougars de Prince George de la Ligue de hockey de l'Ouest. Malgré cette sélection, Mason retourne pour deux saisons supplémentaire avec les Cougars.
Devenant joueur professionnel en 1997 et incapable de s'entendre avec les Devils, le cerbère signe alors en tant qu'agent libre avec les Mighty Ducks d'Anaheim, il rejoint dès lors leur club affilié de la Ligue américaine de hockey, les Mighty Ducks de Cincinnati.
Échangé par les Ducks à l'aube de la saison suivante à la nouvelle franchise des Predators de Nashville, Mason s'aligne alors avec les Admirals de Milwaukee de la Ligue internationale de hockey. Il est appelé au cours de cette première saison à faire ces débuts en LNH alors qu'il dispute trois rencontres avec Nashville.
Le gardien obtient un poste permanent en LNH lors de la saison 2003-2004 alors qu'il est désigné comme gardien substitut à Tomas Vokoun. La saison suivante, alors qu'un lock-out paralyse la LNH, Mason rejoint le Vålerenga Ishockey de la UPC ligaen en Norvège. De retour avec les Predators en 2005-2006, il est crédité d'un but le 15 avril 2006 contre les Coyotes de Phoenix : il est en effet le dernier joueur des Preds à avoir la rondelle puis le joueur adverse Geoff Sanderson a fini par marqué dans son propre but. Il devient seulement le neuvième gardien de but de l'histoire de la LNH à être crédité d'un but.
Il agit deux années de plus en tant qu'auxiliaire avant d'obtenir le poste de partant en 2007 alors que Vokoun est échangé aux Panthers de la Floride.
Il ne conserve ce poste qu'une saison avant de voir les Predators l'échanger à l'été 2008 aux Blues de Saint-Louis. Le gardien connait quelque succès avec les Blues, récoltant 27 victoires à sa première saison avec eux, il augmente cette marque à trente l'année suivante.
Le 1er juillet 2010, après deux saisons avec les Blues, Mason devient agent libre et décide de rejoindre les Thrashers d'Atlanta.
Le 1er juillet 2012, il retourne chez les Predators de Nashville en signant avec eux comme agent libre. 
À la fin de la saison 2012-2013, il décide de quitter la LNH et se joint à l'équipe du AS Renon qui évolue en Serie A.

## Statistiques
Pour les significations des abréviations, voir Statistiques du hockey sur glace.

### Statistiques en club
| Saison     | Équipe                     | Ligue      |     | Saison régulière | Saison régulière | Saison régulière | Saison régulière | Saison régulière | Saison régulière | Saison régulière | Saison régulière | Saison régulière | Saison régulière |   | Séries éliminatoires | Séries éliminatoires | Séries éliminatoires | Séries éliminatoires | Séries éliminatoires | Séries éliminatoires | Séries éliminatoires | Séries éliminatoires | Séries éliminatoires |
| Saison     | Équipe                     | Ligue      | PJ  | V                | D                | Pr/N             | Min              | BC               | Moy              | % Arr            | Bl               | Pun              | PJ               | V | D                    | Min                  | BC                   | Moy                  | % Arr                | Bl                   | Pun                  |                      |                      |
| 1993-1994  | Cougars de Victoria        | LHOu       | 5   | 1                | 4                | 0                | 237              | 27               | 6,84             | 69,3             | 0                | 2                | -                | - | -                    | -                    | -                    | -                    | -                    | -                    | -                    |                      |                      |
| 1994-1995  | Cougars de Prince George   | LHOu       | 44  | 8                | 30               | 1                | 2 288            | 192              | 5,03             | 88,0             | 1                | 6                | -                | - | -                    | -                    | -                    | -                    | -                    | -                    | -                    |                      |                      |
| 1995-1996  | Cougars de Prince George   | LHOu       | 59  | 16               | 37               | 1                | 3 289            | 236              | 4,31             | 90,0             | 1                | 8                | -                | - | -                    | -                    | -                    | -                    | -                    | -                    | -                    |                      |                      |
| 1996-1997  | Cougars de Prince George   | LHOu       | 50  | 19               | 24               | 4                | 2 852            | 172              | 3,62             | 90,0             | 2                | 21               | 15               | 9 | 6                    | 938                  | 44                   | 2,81                 |                      | 1                    | 4                    |                      |                      |
| 1997-1998  | Mighty Ducks de Cincinnati | LAH        | 47  | 13               | 19               | 7                | 2 368            | 136              | 3,45             | 90,3             | 0                | 4                | -                | - | -                    | -                    | -                    | -                    | -                    | -                    | -                    |                      |                      |
| 1998-1999  | Admirals de Milwaukee      | LIH        | 34  | 15               | 12               | 6                | 1 901            | 92               | 2,90             | 90,6             | 1                | 6                | -                | - | -                    | -                    | -                    | -                    | -                    | -                    | -                    |                      |                      |
| 1998-1999  | Predators de Nashville     | LNH        | 3   | 0                | 0                | 0                | 69               | 6                | 5,21             | 86,4             | 0                | 0                | -                | - | -                    | -                    | -                    | -                    | -                    | -                    | -                    |                      |                      |
| 1999-2000  | Admirals de Milwaukee      | LIH        | 53  | 20               | 21               | 8                | 2 952            | 137              | 2,78             | 90,4             | 2                | 12               | 3                | 1 | 2                    | 252                  | 11                   | 2,62                 | 92,3                 | 0                    | 0                    |                      |                      |
| 2000-2001  | Admirals de Milwaukee      | LIH        | 37  | 17               | 14               | 5                | 2 226            | 87               | 2,35             | 92,0             | 5                | 21               | 4                | 1 | 3                    | 239                  | 12                   | 3,02                 | 89,1                 | 0                    | 0                    |                      |                      |
| 2000-2001  | Predators de Nashville     | LNH        | 1   | 0                | 1                | 0                | 59               | 2                | 2,05             | 90,0             | 0                | 0                | -                | - | -                    | -                    | -                    | -                    | -                    | -                    | -                    |                      |                      |
| 2001-2002  | Admirals de Milwaukee      | LAH        | 48  | 17               | 21               | 7                | 2 755            | 116              | 2,53             | 91,7             | 2                | 4                | -                | - | -                    | -                    | -                    | -                    | -                    | -                    | -                    |                      |                      |
| 2002-2003  | Rampage de San Antonio     | LAH        | 50  | 25               | 18               | 6                | 2 914            | 122              | 2,51             | 92,1             | 1                | 8                | 3                | 0 | 3                    | 195                  | 9                    | 2,77                 | 92,6                 | 0                    | 0                    |                      |                      |
| 2003-2004  | Predators de Nashville     | LNH        | 17  | 4                | 4                | 1                | 743              | 27               | 2,18             | 92,6             | 1                | 4                | -                | - | -                    | -                    | -                    | -                    | -                    | -                    | -                    |                      |                      |
| 2003-2004  | Admirals de Milwaukee      | LAH        | 1   | 1                | 0                | 0                | 60               | 2                | 2,00             | 93,3             | 0                | 0                | -                | - | -                    | -                    | -                    | -                    | -                    | -                    | -                    |                      |                      |
| 2004-2005  | Vålerenga Ishockey         | UPC ligaen | 20  | -                | -                | -                | 1 204            |                  | 1,79             | 93,4             | 1                | 0                | 11               | - | -                    | 657                  |                      | 2,01                 | 93,6                 | 1                    | 0                    |                      |                      |
| 2005-2006  | Predators de Nashville     | LNH        | 23  | 12               | 5                | 1                | 1 227            | 52               | 2,54             | 91,3             | 2                | 0                | 5                | 1 | 4                    | 296                  | 17                   | 3,45                 | 90,1                 | 0                    | 0                    |                      |                      |
| 2006-2007  | Predators de Nashville     | LNH        | 40  | 24               | 11               | 4                | 2 342            | 93               | 2,38             | 92,5             | 5                | 4                | -                | - | -                    | -                    | -                    | -                    | -                    | -                    | -                    |                      |                      |
| 2007-2008  | Predators de Nashville     | LNH        | 51  | 18               | 22               | 6                | 2 692            | 130              | 2,90             | 89,8             | 4                | 0                | -                | - | -                    | -                    | -                    | -                    | -                    | -                    | -                    |                      |                      |
| 2008-2009  | Blues de Saint-Louis       | LNH        | 57  | 27               | 21               | 7                | 3 215            | 129              | 2,41             | 91,6             | 6                | 0                | 4                | 0 | 4                    | 256                  | 10                   | 2,34                 | 91,6                 | 0                    | 0                    |                      |                      |
| 2009-2010  | Blues de Saint-Louis       | LNH        | 61  | 30               | 22               | 8                | 3 512            | 148              | 2,53             | 91,3             | 2                | 0                | -                | - | -                    | -                    | -                    | -                    | -                    | -                    | -                    |                      |                      |
| 2010-2011  | Thrashers d'Atlanta        | LNH        | 33  | 13               | 13               | 3                | 1 682            | 95               | 3,39             | 89,2             | 1                | 4                | -                | - | -                    | -                    | -                    | -                    | -                    | -                    | -                    |                      |                      |
| 2011-2012  | Jets de Winnipeg           | LNH        | 20  | 8                | 7                | 1                | 995              | 43               | 2,59             | 89,8             | 2                | 0                | -                | - | -                    | -                    | -                    | -                    | -                    | -                    | -                    |                      |                      |
| 2012-2013  | Predators de Nashville     | LNH        | 11  | 1                | 7                | 1                | 467              | 29               | 3,73             | 87,3             | 0                | 0                | -                | - | -                    | -                    | -                    | -                    | -                    | -                    | -                    |                      |                      |
| 2013-2014  | AS Renon                   | Serie A    | 36  | 27               | 8                | 0                | 2 064            | 75               | 2,18             | 92,7             | 1                | 2                | 17               |   |                      | 1 030                |                      | 1,86                 | 95,1                 | 3                    | 0                    |                      |                      |
| 2014-2015  | Augsburger Panther         | DEL        | 33  | 13               | 18               | 0                | 1 865            | 99               | 3,18             | 90,1             | 0                | 0                | -                | - | -                    | -                    | -                    | -                    | -                    | -                    | -                    |                      |                      |
| Totaux LNH | Totaux LNH                 | Totaux LNH | 317 | 137              | 113              | 32               | 17 002           | 754              | 2,66             | 90,9             | 23               | 12               | 9                | 1 | 8                    | 552                  | 27                   | 2,93                 | 90,7                 | 0                    | 0                    |                      |                      |

| Année | Équipe | Compétition          |   | PJ | V | D | Pr/N | Min | BC   | Moy  | % Arr | Bl | Pun               |  | Résultat |
| 2006  | Canada | Championnat du monde | 0 | 0  | 0 | 0 | 0    | 0   | 0    | 0    | 0     | 0  | 4e place          |  |          |
| 2007  | Canada | Championnat du monde | 0 | 0  | 0 | 0 | 0    | 0   | 0    | 0    | 0     | 0  | Médaille d’or     |  |          |
| 2009  | Canada | Championnat du monde | 4 | 4  | 0 | 0 | 240  | 4   | 1,00 | 96,5 | 1     | 0  | Médaille d'argent |  |          |
| 2010  | Canada | Championnat du monde | 7 | 3  | 4 | 0 | 343  | 16  | 2,80 | 89,6 | 0     | 0  | 7e place          |  |          |

## Transactions en carrière
- Repêchage 1995 : réclamé par les Devils du New Jersey (5e choix de l'équipe, 155e au total).
- 27 juin 1997 : signe à titre d'agent libre avec les Mighty Ducks d'Anaheim.
- 5 octobre 1998 : échangé par les Mighty Ducks avec Marc Moro aux Predators de Nashville en retour de Dominic Roussel.
- 20 août 2002 : signe à titre d'agent libre avec les Panthers de la Floride.
- 3 octobre 2003 : réclamé au ballotage par les Predators de Nashville.
- 30 novembre 2004 : signe à titre d'agent libre avec le Vålerenga Ishockey de la GET ligaen en Norvège.
- 20 juin 2008 : échangé par les Predators aux Blues de Saint-Louis en retour du choix de quatrième ronde des Rangers de New York au repêchage de 2008 (choix acquis précédemment et retour ultérieurement aux Rangers qui sélectionnèrent avec ce choix Dale Weise).
- 1er juillet 2010 : signe à titre d'agent libre avec les Thrashers d'Atlanta.
- 1er juillet 2012 : signe à titre d'agent libre avec les Predators de Nashville.
- 6 août 2013 : signe à titre d'agent libre avec le AS Renon (Italie) .